# الطريق الدائري الثاني طرابلس
الطريق الدائري الثاني أو الطريق السريع هو طريق دائري أو طريق سيار في طرابلس يمتد من من منطقة الفتح بسوق الجمعة إلى جزيرة دوران منطقة الغيران بجنزور يحده طريق الساحل السريع المؤدي إلى مدينة الخمس شرقًا وغربًا الطريق الساحلي المؤدي إلى مدينة الزاوية وشمالًا طريق شاطئ البحر وجنوبًا عدة طرق في العاصمة طرابلس.
يبلغ طول الطريق حوالي 27 كم بدأت الشركة الليبية الألمانية إنشاءه في أبريل 1984 وافتتح في أغسطس 1986.

## يربط هذا الطريق كلًا من الطرق الآتية
- الطريق الساحلي السريع
- طريق الشط
- طريق 20 رمضان "11 يونيو سابقا "
- طريق زناتة
- الحي الجامعي
- طريق صلاح الدين - قصر بن غشير
- طريق المطار
- طريق السواني غريان
- الطريق الدائري الثالث
- طريق قرجي
- الحي الإسلامي
- الطريق الساحلي

والكثير من الطرق في العاصمة طرابلس.